# نهر بارو
نهر بارو هو نهر يقع في جنوب غرب إثيوبيا، والذي يحدد جزءًا من الحدود الإثيوبية مع جنوب السودان.